# Ordre de succession au trône de Danemark
Pour les articles homonymes, voir Trône (homonymie).

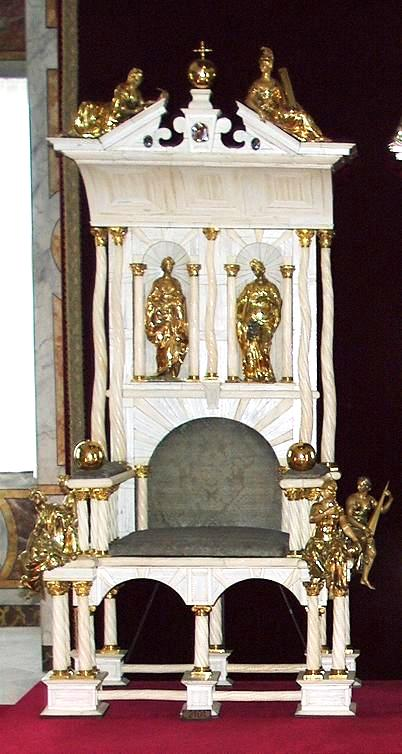
Trône de couronnement des rois danois, utilisé entre 1671 et 1840, château de Rosenborg

L'ordre de succession au trône de Danemark est régie par la Loi de succession danoise, adoptée le 27 mars 1953, qui définit les personnes éligibles au trône de Danemark. Cette dernière est limitée aux descendants de Christian X et de sa femme, Alexandrine de Mecklembourg-Schwerin. Elle est gouvernée par le système de primogéniture.

## Ligne de succession actuelle
- Christian X
  - Frédéric IX
    - Margrethe II (1940)
      - Frederik X (1968)
        - (1) Le prince Christian de Danemark (2005)
        - (2) La princesse Isabella de Danemark (2007)
        - (3) Le prince Vincent de Danemark (2011)
        - (4) La princesse Josephine de Danemark (2011)

      - (5) Le prince Joachim de Danemark (1969), fils de la reine Margrethe II ;
        - (6) Nikolai, comte de Monpezat (1999)
        - (7) Felix, comte de Monpezat (2002)
        - (8) Henrik, comte de Monpezat (2009)
        - (9) Athena, comtesse de Monpezat (2012)

    - (10) La princesse Benedikte de Danemark (1944), fille du roi Frédéric IX.

## Annexe